# 拉玛库斯·阿尔德里奇
拉玛库斯·諾斯·艾德里奇（英語：LaMarcus Nurae Aldridge，1985年7月19日—）為美國職業籃球運動員。艾德里奇大學就讀德克薩斯州大學奧斯汀分校。於2006年NBA選秀首輪第二順位被芝加哥公牛選中，隨後交易至波特蘭拓荒者。2015年，在效力波特蘭拓荒者九年後與聖安東尼奧馬刺簽約。2021年，與聖安東尼奧馬刺買斷合約後加盟布魯克林籃網。艾德里奇共七次入選NBA全明星賽。艾德里奇廣為人知的招式為后仰投篮。

## 早年生涯
1985年7月19日，拉馬库斯·阿尔德里奇出生于德克萨斯州达拉斯，出生時被醫生判定為臨床死亡，當時醫護人員用電擊器緊急搶救之後成功讓它恢復心跳，但是沒有辦法改變阿尔德里奇天生的心律不整問題。他的父亲是个酒鬼，母亲独自工作养家，小时候阿尔德里奇经常饿着肚子睡觉。四年级时他已经高出同龄人一个脑袋，因为个子太高，没办法控制平衡，因此，他很难找到愿意陪他打球的人。2007年正式被診斷為沃夫巴金森懷特症候群患者。
进入西格威尔高中后，主教练罗伯特·阿伦（Robert Allen）想尽办法为阿尔德里奇制定训练计划。阿伦教练感到极为惊讶，因为他从来没有看到一个天赋出色的球员能像阿尔德里奇那么努力训练。高中时阿尔德里奇场均能拿到30分和14个篮板，当选为德克萨斯篮球教练联盟4A级最佳球员，入选了麥當勞高中全明星賽和Parade全美阵容，并曾在和克里斯·波許的正面对决中拿下24分和12个篮板。

## 大學生涯
2004年，作为全美最佳高中球员之一的阿尔德里奇一度考虑过参加选秀。当时效力于湖人队的沙奎尔·奥尼尔建议阿尔德里奇一定要上大学，然后再评估自己球技是否能够打进NBA。奥尼尔告诉阿尔德里奇“他喜欢上大学，如果我不上大学，那么我以后再怎么弥补，都不会找回那段有用的时光。”奥尼尔的建议帮助阿尔德里奇做出了正确的决定，如果当时在高中就有些名气的阿尔德里奇决定直升NBA，那么他不可能在2003年NBA选秀大年中获得好的顺位。当年的新秀不乏勒布朗·詹姆斯，卡梅隆·安东尼，德韦恩·韦德，阿尔德里奇甚至都没有把握进入第一轮，于是阿尔德里奇选择进入德克萨斯大学就读。
2005-06赛季，二年级的阿尔德里奇场均贡献15.0分和9.2个篮板，荣获大十二分区最佳防守球员并入选大十二分区最佳阵容一队。他的低位单打能力优秀，中距离跳投手感很好。篮下进攻基本功扎实，脚步灵活。善于快攻，臂展很长。
2006年4月，在大二学期即将结束的时候，阿尔德里奇宣布将离开学校参加NBA选秀。

### 大學統計數據
| 賽季     | 球隊         | GP | GS | MPG  | FG%  | 3P% | FT%  | RPG | APG | SPG | BPG | PPG  |
| -------- | ------------ | -- | -- | ---- | ---- | --- | ---- | --- | --- | --- | --- | ---- |
| 2004–05  | 德克薩斯大學 | 16 | 16 | 22.2 | 66.3 | …   | 65.7 | 5.9 | 0.9 | 1.1 | 1.5 | 9.9  |
| 2005–06  | 德克薩斯大學 | 37 | 37 | 33.7 | 56.9 | …   | 64.6 | 9.2 | 0.5 | 1.4 | 2.0 | 15.0 |
| 職業生涯 | 職業生涯     | 53 | 53 | 30.2 | 58.6 | …   | 64.9 | 8.2 | 0.6 | 1.3 | 1.8 | 13.5 |

## NBA生涯

### 波特蘭拓荒者（2006-2015）

#### 新秀賽季

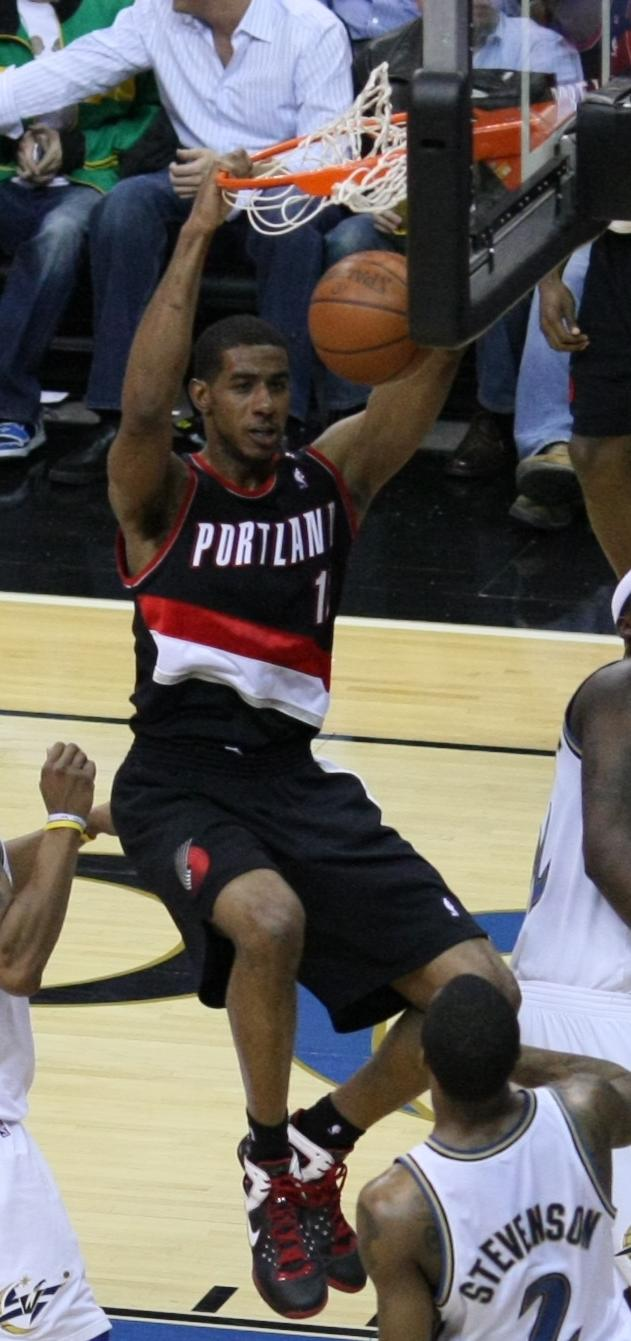
波特蘭拓荒者時期的阿尔德里奇

阿尔德里奇在2006年的NBA选秀中首轮第二顺位被芝加哥公牛選中，随后和波特兰开拓者挑走的新人泰勒斯·托馬斯交换而加盟了开拓者，在这笔交易不久前公牛曾提出和纽约尼克斯交换埃迪·库里。
阿尔德里奇因為進行肩部手术而錯過季前训练营、熱身赛和六场例行赛。第一场出战达拉斯小牛表现惊人，但随后因犯规问题和内线拥挤，一度得不到上场时间。全明星赛后爆发，三月在球队主力大前锋扎克·藍道夫缺席的情况下打出接近20+10水准，最后因為沃夫帕金森懷特氏症而错过最后九场例行赛。整个赛季阿尔德里奇参與了63场比赛並先發了22場），平均上場22.1分钟，场均得到9分、5篮板和1.2次阻攻。
阿爾德里奇是2007年NBA最佳新秀陣容第一隊的六名球員之一，他與多倫多暴龍的乔治·贾巴尤萨並列第五名。

#### 2007-08賽季
在第二个赛季阿尔德里奇迎來了自己的爆发期，此后两个赛季分别拿下了场均17.8分和18.1分。成為了拓荒者第二号得分手以及二号核心球员。2007年12月11日至12月18日期間，阿爾德里奇因為足底筋膜炎導致他錯過了比賽。
本賽季阿爾德里奇幾乎打了一個完整賽季，只有缺席一場比賽，阿爾德里奇在本賽季的最後28場比賽中得分皆超過20分，場均能夠得到18.1分和7.5個籃板。
2009年10月，阿尔德里奇正式与波特蘭拓荒者续约，签下一份5年6500万美金的合同。同時拓荒者也與全明星球員布兰顿·罗伊签订了一份5年8200万美元的合同，这是拓荒者队史开出的第二大合同。十二月初，狀元格雷格·奧登遭受了季節性的傷害。阿尔德里奇因此獲得了更多的上場時間以及進攻機會。

#### 2009-10賽季

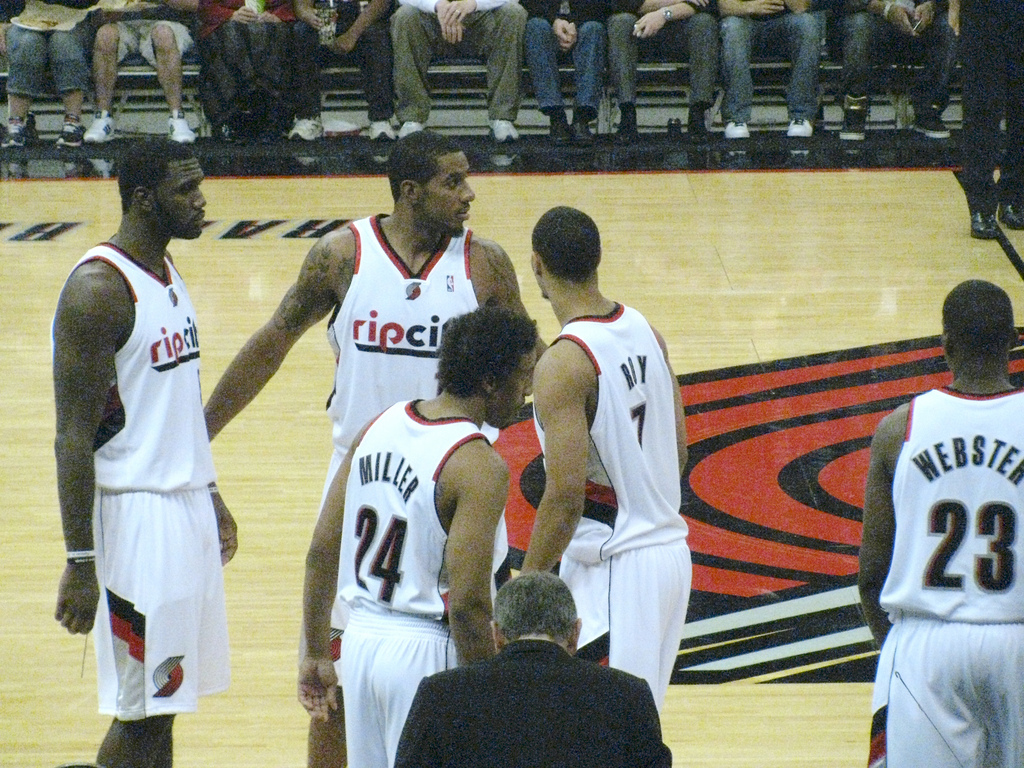
艾德里奇、布蘭頓·羅伊和格雷格·歐登曾是拓荒者未來的希望。

2010年12月，布兰顿·罗伊被檢驗出現膝蓋問題後，阿爾德里奇再次成為拓荒者領頭羊。独自带领拓荒者打出了非常艱辛的一个赛季，阿爾德里奇出战了81场例行赛，场均取得21.8分和8.8籃板，这两项数据均是阿爾德里奇职业生涯第二高。拓荒者以西區第六名的成绩成功进入季后赛。在2月份连续12场比赛中，阿爾德里奇场均贡献27.8分以及9.3个篮板，投篮命中率高达56%，罚球命中率为83%，並在2011年2月7日對上芝加哥公牛的比賽中取得了職業生涯新高的42分。赛季结束後他入选了NBA年度第三隊，但是該年NBA最佳進步球員由凱文·洛夫獲得。2011年3月2日，NBA公布了2月東、西區聯盟最佳球员得獎名单，拉玛库斯·阿尔德里奇当选为西區聯盟本月最佳球员。
2011年12月10號，由於布兰顿·罗伊雙膝因傷而失去半月板，無法再正常進行球賽，因而宣布退休。而在過去四個賽季中只出賽了82場比賽的格雷格·奧登在膝蓋恢復方面再次受到挫折，阿尔德里奇再次負起領導人工作。本季阿尔德里奇场均得到21.7分和8.0篮板以及2.4助攻，投篮命中率达到51.2%，创下个人职业生涯新高。职业生涯首次入选NBA全明星赛。
2012年4月13日，拓荒者官方正式宣布阿尔德里奇将接受右臀手术，赛季报销。

#### 獨撐大樑
阿尔德里奇出场74次，场均出战37分钟，贡献18.2分、7.7个篮板和1.9次助攻，職業生涯中第二次入選NBA全明星賽，但最终拓荒者仅取得了33胜49负的战绩，連續第二年无缘季后赛。
儘管在2013年休賽期間有傳聞阿爾德里奇打算離開拓荒者，但是阿爾德里奇仍表態希望能夠留在波特蘭。2013年11月24日，拓荒者对上勇士，阿尔德里奇轰下了30分21个篮板3抄截3阻攻的数据，这是自1992年2月27日以来首次有人能够在一场比赛中至少拿到30分、21篮板、3抄截以及3阻攻的数据。阿尔德里奇全场比赛总共21投7中，19罚16中（罚球次数和罚球命中数都是个人生涯新高）。此外，阿尔德里奇也成为拓荒者历史上唯一一位有过三次30分加20篮板数据的球员。
2014年1月24日，在拓荒者对丹佛金塊的比赛中，阿尔德里奇展現全能身手，攻下職業生涯新高44分、13篮板、5助攻的恐怖数据，率領拓荒者完成逆转，主场110-105取胜。这也是他生涯中第3次拿到40+。
2014年4月21日，在拓荒者对上火箭的季后赛首场比赛中，阿尔德里奇全场31投17中，其中三分球2投全中，罚球13投10中，拿下46分18个篮板，刷新队史季后赛单场得分纪录，全场阿尔德里奇拿下职业生涯最高的46分，缔造了队史季后赛单场得分新纪录，并带领球队在客场延長賽战胜火箭。
2014年4月24日，季后赛第二场，阿尔德里奇砍下43分8篮板，成为自迈克尔·乔丹和特雷西·麦克格雷迪以后的第三個季后赛连续客场40+的球員。另外，他的两场比赛共得到89分26篮板，成为自从1997年迈克尔·乔丹以来首位能在季后赛前两场得到至少80+15的球员。

#### 2013-14賽季

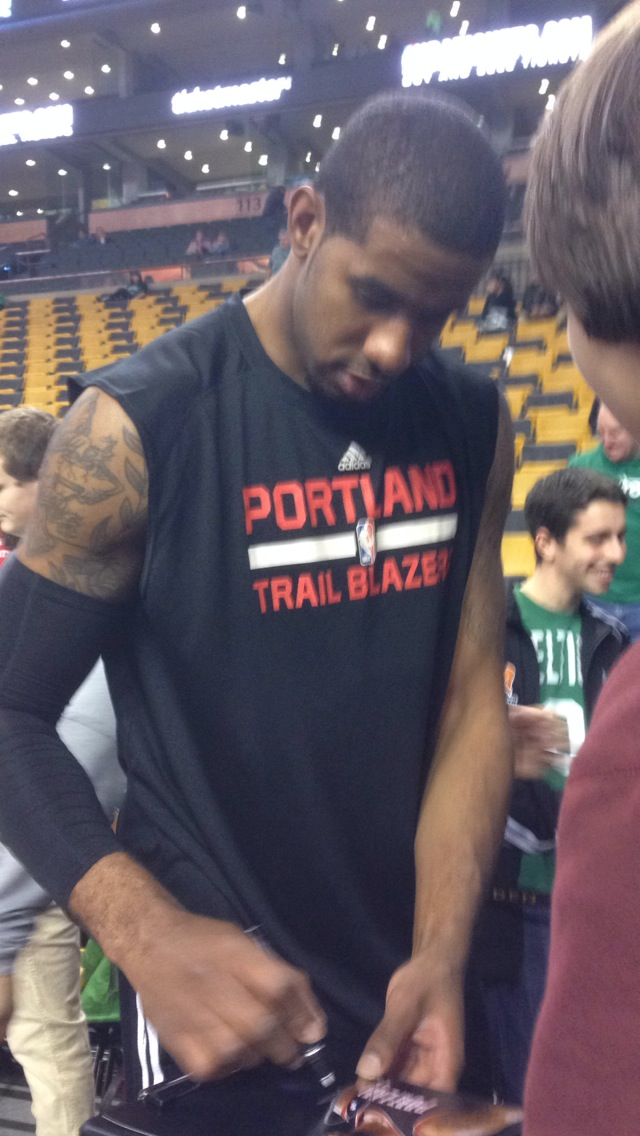
拉玛库斯·阿尔德里奇於TD花園為球迷簽名

2014年12月10日，拓荒者客场挑战底特律活塞，阿尔德里奇拿到23分11个篮板，生涯总得分达到11347分，超越泰瑞·波特升至拓荒者队史第二，僅次於「滑翔翼」克萊德·崔斯勒。
2014年12月23日，NBA官方宣布，阿尔德里奇当选上周西區最佳球员。2015年1月25日，开拓者宣布，阿尔德里奇决定推迟手术，带伤出战。按照原定计划，阿尔德里奇因左手拇指韧带撕裂，将接受手术缺席6-8周时间。2015年2月14日，全明星赛西區總教练史蒂夫·科尔宣布，拉玛库斯·阿尔德里奇将顶替受伤的安东尼·戴维斯在全明星正赛中先发上场。
2015年3月20日，开拓者客场挑战奧蘭多魔术，阿尔德里奇抢下10个篮板，生涯篮板数达到5340个，超越克萊德·崔斯勒位列开拓者队史第一。2015年4月2日，开拓者宣布阿尔德里奇获得了2014-15赛季莫里斯·卢卡斯奖。该奖项由前开拓者球星莫里斯·卢卡斯命名，用以表彰开拓者球员们身上体现出来的不依不挠的精神，同时也表彰他们对社区和球队做出的贡献。2015年5月21日，NBA官方公布了2014-15赛季的NBA最佳阵容，阿尔德里奇入选NBA年度第二隊。
2015年6月26日，据报道，與拓荒者合約到期的阿尔德里奇已经告知拓荒者管理層，自己将不会留在拓荒者。自2006年进入联盟之后，阿尔德里奇在开拓者效力了9个赛季，打了648场常规赛，场均上场35.5分钟得到19.4分、8.4个篮板、1.9次助攻，期间4次入选全明星。

### 聖安東尼奧馬刺（2015-2021）

#### 2015-16賽季
2015年7月10日，圣安东尼奥马刺宣布正式签下阿尔德里奇。双方签下一份四年8407万，其中第四年为球员选项的顶薪合同。虽然马刺队的12号球衣已經于2012年退役，但球衣原主人布鲁斯·鲍文大方同意阿尔德里奇继续使用这个号码。
2016年1月29日，NBA官方公布2016年NBA全明星赛替补名单，阿尔德里奇入选西區替补阵容。
2016年2月4日，马刺以110-97击败紐澳良鹈鹕，阿爾德里奇在馬刺生涯得分創新高，砍下36分6籃板成績。上一场比赛，阿德得到了28分，两场比赛一共得到了64分，这也是自2013年二月份以来首位能够在两场比赛中总得分上60+的马刺球员。
2016年3月11日，馬刺主場迎戰公牛，阿爾德里奇取得26分、10籃板、1阻攻、1助攻，達成隊史第五位進入馬刺第一年取得1000分、500籃板成績的球員，前面四位分別是拉里·凯侬、特里·卡明斯、大衛·羅賓森以及提姆·鄧肯。
2016年5月1日季後賽第二輪第一戰，馬刺主場迎戰奧克拉荷馬雷霆，阿爾德里奇23次出手18中，轰下了加盟马刺以来最高的38分，投篮更是23投18中，以124－92擊敗雷霆。
2016年5月3日，马刺在主场97-98惜败雷霆，阿尔德里奇本场比赛砍下41分。双方首次交手中，阿尔德里奇砍下38分，这让他成为了马刺队史上第三位在系列赛前两场中至少砍下70分的球员。此外，阿尔德里奇成为了2009年后首位在季后赛中拿到40分的马刺球员。
2016年5月27日，NBA官方宣布了2015-16赛季的NBA最佳阵容，阿尔德里奇入选NBA年度第三隊。

#### 沮喪的賽季
在2016年10月25日的馬刺開幕戰中，馬刺以129-100擊敗金州勇士，阿爾德里奇拿下26分14籃板。12月26日，马刺在圣诞大战中主场119-100击败了公牛，阿尔德里奇打了38分钟，20投15中拿到了33分9篮板1助攻。圣诞大战拿下33分刷新了马刺在圣诞大战中的个人得分纪录。2017年3月11日，由於輕微心律不整，阿爾德里奇被宣告將無限期休戰。3月15日，阿爾德里奇被允許返回球場。在當晚對上波特蘭拓荒者的比賽中，馬刺以110-106敗給開拓者，阿爾德里奇取得了19分7籃板。
2017年4月18日，马刺主场96-82战胜曼菲斯灰熊的比赛中，阿尔德里奇得到了11分，个人季后赛生涯总得分已经超过了1000分。他也是2006年以后第五位生涯前46场季后赛比赛就能得到1000分的球员。
2017年5月11日，馬刺在季后賽第二輪第六戰中以114-75淘汰了休士頓火箭，阿尔德里奇攻下了34分12个篮板，这是他本赛季季后赛首次得到至少20分10个篮板。5月17日，马刺客场100-136敗于勇士，結束了一個令人失望的賽季，阿尔德里奇出场27分钟，11投4中，得到8分4篮板3助攻2阻攻。

#### 單核帶隊
因上一季改變打法導致得分能力下降，失去信心的阿爾德里奇向馬刺隊自請交易，但在總教練格雷格·波波維奇的勸說下留了下來，並決心要做回自己。2017年10月17日，阿爾德里奇與馬刺完成續約，簽下了為期三年7230萬美元的合約。由於隊友科懷·雷納德在上一季已經充分打出自己的實力與身價，所以當阿爾德里奇原以為可以退居二線輔佐雷納德時，卻傳出雷納德右大腿受傷，將會缺席季前的所有熱身賽，於是阿爾德里奇負起領導人身份。在雷納德缺席的十幾場比賽內，阿爾德里奇帶著一批年輕球員出賽，取得了大約六成的勝率。
2017年10月26日，马刺在客场以117-100战胜了邁阿密热火，本场比赛阿尔德里奇貢獻了31分，据统计，阿尔德里奇前四场比赛得到的104分创造了生涯新高。此外，阿尔德里奇也是马刺队史第14位，同时也是队史本世纪以来第四位赛季前四场比赛得分超过100的球员；隊史第五位為馬刺效力第150場例行賽至少交出2600分、1100籃板的球員。
2017年11月15日，馬刺客場97-91擊敗達拉斯小牛，阿尔德里奇取得了本季新高的32分。2017年11月30日，馬刺主場迎戰灰熊，馬刺以104比95擊垮來訪的灰熊；阿尔德里奇轟出本季新高，取得41分、6籃板。
2018年1月19日，馬刺客場對上布魯克林籃網，因傷兵滿營且隊友科懷·雷納德再度因傷無限期停賽，阿爾德里奇再次扛起領導人重任，面對籃網狂砍34分、8籃板和3助攻，加上替補球員派屈克·米爾斯也取得25分、2助攻的成績，終場馬刺順利以100-95擊敗籃網，奪得賽季第30勝。2018年3月18日，本季因傷兵困擾意外陷入晉級危機的馬刺隊，再次靠著阿爾德里奇單節攻下18分，終場得到39分以及10籃板，在主場AT&T中心以117-101力退明尼蘇達灰狼。
2018年3月24日，馬刺於主場AT&T中心迎戰強敵－猶他爵士，阿爾德里奇28投19中，三分球2投1中，拿下職業生涯常規賽新高的45分、9籃板以及3阻攻，幫助馬刺克服延長賽的苦戰，最後順利以124−120驚險勝出。避免了本季與爵士交手四戰被橫掃的命運。
2021年3月25日，艾德里奇和馬刺達成買斷合約協議。

### 布魯克林籃網（2021–2022）
2021年3月28日，艾德里奇與布鲁克林篮网簽約。4月1日，他首次於籃網隊出賽，得到11分、9個籃板和本季最高的6次助攻，助籃網以111-89戰勝夏洛特黃蜂隊。4月15日，籃網以101-126不敵湖人的比賽賽後，艾德里奇宣布因為心律不整疑慮退休，結束了長達15年的NBA生涯。

### 再次復出
在多方評估下，艾德里奇決定再次復出，預計將回到籃網隊效力。2021年9月3日，艾德里奇獲得體檢合格證明後與籃網重新簽約，重返球場。10月22日，艾德里奇在對陣費城76人隊的比賽中得到本季最高的23分。10月29日，艾德里奇在比賽中得到21分，生涯得分達到20000分，助籃網以105-98戰勝溜馬。

## 成就/榮譽

### NBA獎項
- 7次入選NBA全明星賽（2012、2013、2014、2015、2016、2018、2019）
- 5次入選NBA最佳陣容:

- NBA年度第二隊（2015、2018）
- NBA年度第三隊（2011、2014、2016）

- NBA最佳新秀陣容第一隊（2007）
- 西區聯盟本週最佳球員:

- 2011年1月17日－23日
- 2011年2月7日－13日
- 2013年3月11日－17日
- 2013年11月18日－24日
- 2013年12月2日－8日
- 2013年12月9日－15日
- 2014年12月1日－7日
- 2014年12月15日－21日

- 西區聯盟本月最佳球員:

- 2011年2月

## NBA職業生涯數據

### NBA例行賽數據統計
| 賽季     | 球隊     | GP    | GS  | MPG  | FG%  | 3P%  | FT%   | RPG  | APG | SPG | BPG | PPG  |
| -------- | -------- | ----- | --- | ---- | ---- | ---- | ----- | ---- | --- | --- | --- | ---- |
| 2006–07  | POR      | 63    | 22  | 22.1 | 50.3 | 0.0  | 72.2  | 5.0  | 0.4 | 0.3 | 1.2 | 9.0  |
| 2007–08  | POR      | 76    | 76  | 34.9 | 48.4 | 14.3 | 76.2  | 7.6  | 1.6 | 0.7 | 1.2 | 17.8 |
| 2008–09  | POR      | 81    | 81  | 37.1 | 48.4 | 25.0 | 78.1  | 7.5  | 1.9 | 1.0 | 1.0 | 18.1 |
| 2009–10  | POR      | 78    | 78  | 37.5 | 49.5 | 31.3 | 75.7  | 8.0  | 2.1 | 0.9 | 0.6 | 17.9 |
| 2010–11  | POR      | 81    | 81  | 39.6 | 50.0 | 17.4 | 79.1  | 8.8  | 2.1 | 1.0 | 1.2 | 21.8 |
| 2011–12  | POR      | 55    | 55  | 36.3 | 51.2 | 18.2 | 81.4  | 8.0  | 2.4 | 0.9 | 0.8 | 21.7 |
| 2012–13  | POR      | 74    | 74  | 37.7 | 48.4 | 14.3 | 81.0  | 9.1  | 2.6 | 0.8 | 1.2 | 21.1 |
| 2013–14  | POR      | 69    | 69  | 36.2 | 45.8 | 20.0 | 82.2  | 11.1 | 2.6 | 0.9 | 1.0 | 23.2 |
| 2014–15  | POR      | 71    | 71  | 35.4 | 46.6 | 35.2 | 84.5  | 10.2 | 1.7 | 0.7 | 1.0 | 23.4 |
| 2015–16  | SAS      | 74    | 74  | 30.6 | 51.3 | 0.0  | 85.8  | 8.6  | 1.5 | 0.5 | 1.1 | 18.0 |
| 2016–17  | SAS      | 72    | 72  | 32.4 | 47.7 | 41.1 | 81.2  | 7.3  | 1.9 | 0.6 | 1.2 | 17.3 |
| 2017–18  | SAS      | 75    | 75  | 33.5 | 51.0 | 29.3 | 83.7  | 8.5  | 2.0 | 0.6 | 1.2 | 23.1 |
| 2018–19  | SAS      | 81    | 81  | 33.2 | 51.9 | 23.8 | 84.7  | 9.2  | 2.4 | 0.5 | 1.3 | 21.3 |
| 2019–20  | SAS      | 53    | 53  | 33.1 | 49.3 | 38.9 | 82.7  | 7.4  | 2.4 | 0.7 | 1.6 | 18.9 |
| 2020–21  | SAS      | 21    | 18  | 25.9 | 46.4 | 36.0 | 83.8  | 4.5  | 1.7 | 0.4 | 0.9 | 13.7 |
| 2020–21  | BKN      | 5     | 5   | 26.0 | 52.1 | 80.0 | 100.0 | 4.8  | 2.6 | 0.6 | 2.2 | 12.8 |
| 2021–22  | BKN      | 47    | 12  | 22.3 | 55.0 | 30.4 | 87.3  | 5.5  | 0.9 | 0.3 | 1.0 | 12.9 |
| 職業生涯 | 職業生涯 | 1,076 | 997 | 33.7 | 49.3 | 32.0 | 81.3  | 8.1  | 1.9 | 0.7 | 1.1 | 19.1 |
| 明星賽   | 明星賽   | 7     | 1   | 11.7 | 36.8 | 80.0 | —     | 2.9  | 0.6 | 0.1 | 0.4 | 4.6  |

### NBA季後賽數據統計
| 賽季     | 球隊     | GP | GS | MPG  | FG%  | 3P%   | FT%  | RPG  | APG | SPG | BPG | PPG  |
| -------- | -------- | -- | -- | ---- | ---- | ----- | ---- | ---- | --- | --- | --- | ---- |
| 2008–09  | POR      | 6  | 6  | 39.5 | 49.0 | 25.0  | 70.0 | 7.5  | 1.3 | 0.5 | 1.7 | 19.5 |
| 2009–10  | POR      | 6  | 6  | 38.2 | 43.0 | 50.0  | 75.0 | 6.0  | 2.2 | 1.2 | 1.8 | 19.0 |
| 2010–11  | POR      | 6  | 6  | 43.0 | 46.1 | 0.0   | 79.2 | 7.5  | 1.3 | 1.3 | 1.7 | 20.8 |
| 2013–14  | POR      | 11 | 11 | 40.1 | 45.2 | 66.7  | 80.0 | 10.6 | 1.5 | 0.6 | 1.6 | 26.2 |
| 2014–15  | POR      | 5  | 5  | 41.6 | 33.0 | 27.3  | 88.9 | 11.2 | 1.8 | 0.4 | 2.4 | 21.8 |
| 2015–16  | SAS      | 10 | 10 | 33.7 | 52.1 | 100.0 | 89.1 | 8.3  | 1.0 | 0.4 | 1.4 | 21.9 |
| 2016–17  | SAS      | 16 | 16 | 33.6 | 45.8 | 14.3  | 76.4 | 7.4  | 1.5 | 0.6 | 1.0 | 16.5 |
| 2017–18  | SAS      | 5  | 5  | 35.2 | 46.3 | 60.0  | 97.6 | 9.2  | 2.4 | 0.6 | 0.4 | 23.6 |
| 2018–19  | SAS      | 7  | 7  | 34.9 | 45.5 | 27.3  | 81.8 | 9.6  | 2.7 | 0.7 | 1.0 | 20.0 |
| 職業生涯 | 職業生涯 | 72 | 72 | 37.1 | 45.5 | 32.7  | 82.4 | 8.5  | 1.7 | 0.7 | 1.4 | 20.8 |